# Закон Гроша
Закон Гроша — «получение добавочной экономии есть только квадратный корень от увеличения скорости — то есть, чтоб сделать вычисления в 10 раз дешевле, вы должны сделать их в 100 раз быстрее». Данное замечание о производительности компьютеров сделано Хербом Грошем в 1965 году.
Это изречение чаще формулируется так:
Производительность компьютера увеличивается как квадрат стоимости. Если компьютер A стоит в два раза дороже, чем компьютер B, то вы должны ожидать, что компьютер A в четыре раза быстрее, чем компьютер B.
Закон также может быть истолкован в том значении, что компьютеры представляют собой пример экономии от масштаба: чем более дорог компьютер, тем отношение производительность/цена для него линейно лучше. Это означает, что недорогие компьютеры не могут конкурировать на рынке, поскольку их вычисления дороже. В конце концов, несколько огромных машин будут обслуживать вычислительные запросы всего мира. Предположительно, это могло быть побуждением для предсказания Томаса Дж. Уотсона, на то время, что общий глобальный рынок вычислительных задач составляет пять ЭВМ.
Современный пример: этот закон гласит, для того, чтобы иметь компьютер в сто раз более мощный, чем современный PC, владельцу пришлось бы заплатить только в десять раз больше.

## Обсуждения
Сегодня актуальность закона Гроша является необсуждаемой. Пол Штрассман утверждал в 1997 году, этот закон Гроша в настоящее время «полностью опровергнут» и служит «напоминанием, что история экономики вычислительных систем изобиловала неподдерживаемыми и неправильными представлениями». Грош сам заявил, что закон являлся более полезным в 1960-х и 1970-х годах, чем сегодня. Изначально закон был «средством оценки цены на вычислительные услуги».
Грош также пояснил, что сегодняшнее наличие изощрённых способов исследования стоимости построения компьютерных систем означает, что его закон имеет ограниченную применимость для современных ИТ-менеджеров.

### Применение закона к вычислительным кластерам
Для кластеров первоначальный закон Гроша предполагает, что если кластер содержит 50 машин и к нему добавлено ещё 50 машин (удвоение стоимости), то в результате 100-машинный кластер будет иметь учетверённую вычислительную мощность, что, очевидно, неверно. Напротив, даже линейное увеличение производительности — 100-машинный кластер сделать вдвое более мощным, чем 50-машинный кластер, будет проблемой.
Когда Google определялся с архитектурой компьютерной системы для своей услуги веб-поиска, то пришёл к выводу, что расширение масштабов кластеров из больших и средних компьютеров (мейнфреймов) при росте бизнеса было бы слишком дорогим; и потому выбрал для вычислительных массивов дешёвые процессоры и диски.